# Gastrolobium sericeum
Gastrolobium sericeum là một loài thực vật có hoa trong họ Đậu. Loài này được (Sm.) G. Chandler & Crisp mô tả khoa học đầu tiên năm 2002.